# Hannah Fry
Hannah Fry, née le 21 février 1984, est une mathématicienne, professeure d'université et conférencière britannique.
Ses travaux portent sur les modèles de comportement humain tels que les relations et les rendez-vous amoureux et sur les modalités d'application des mathématiques dans ces domaines.

## Biographie
Hannah Fry est d'origine irlandaise. Elle fréquente d'abord l'école Presdales à Ware (Hertfordshire). Puis elle étudie les mathématiques à l'University College de Londres  où elle obtint son doctorat en dynamique des fluides en 2011 avec une thèse intitulée Une étude de la déformation des gouttelettes. Elle devient ensuite maître de conférences puis professeure en mathématiques urbaines  au Centre for Advanced Spatial Analysis à l'University College de Londres.
Elle rejoint l'Université de Cambridge le 1er janvier 2025 en tant que  professeure pour la compréhension publique des mathématiques.

## Vulgarisation de ses travaux

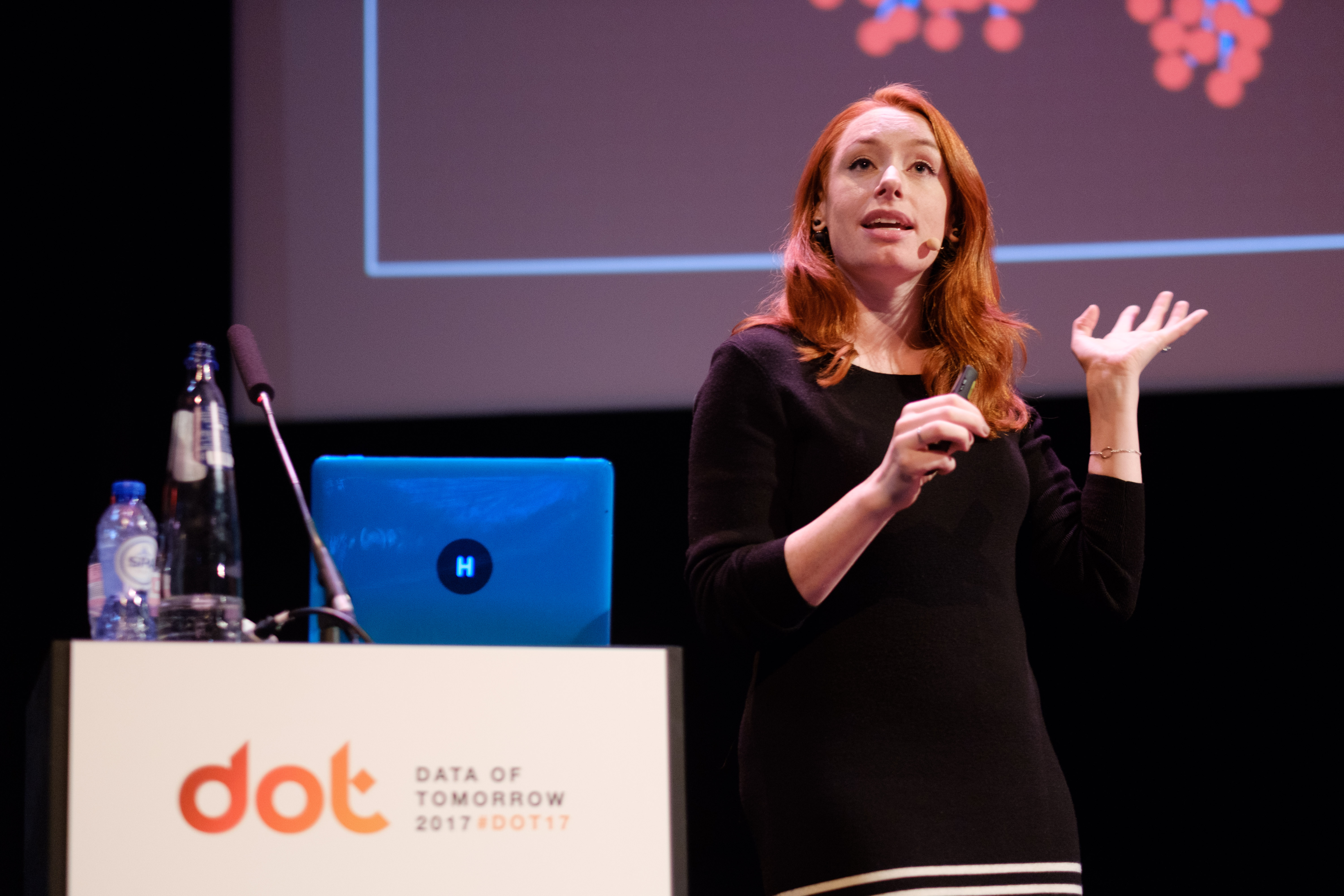
À la conférence Data of Tomorrow, 2017

Au Royaume-Uni, Fry  participe à des émissions de radio et de télévision comme le Computing Britain, The Curious Cases of Rutherford & Fry  (avec Adam Rutherford ) et Music By Numbers. Dans la série de City in the Sky  sur BBC 2 Fry présente la logistique de l'aviation. Préoccupée par l'avenir de l'industrie de l'aviation, elle pense que le passage à des avions électriques ou la réduction de leur taille peut constituer une alternative appropriée à long terme.
En 2014 Fry participe à une Conférence TED à la TEDxBinghamtonUniversity avec une presentation intitulée "The Mathematics of Love". Cette présentation réalise plus de 4,3 millions de vues. À la suite de cette conférence TEDx elle publie un livre sur le thème de The Mathematics of Love: Patterns, Proofs, and the Search for the Ultimate Equation dans lequel elle applique des modèles statistiques et des données scientifiques à la rencontre, au sexe et au mariage.
Le 17 septembre 2015 Fry présente un film biographique sur Ada Lovelace pour la télévision de BBC .
En 2016 Fry co-présente un programme télévisé intitulé: Trainspotting Live  avec Peter Snow. Ce programme est une série télévisée en trois parties sur les trains et le trainspotting pour BBC 4 . Elle accueille également un programme appelé: The Joy of Data, qui examine l'histoire des données et comment elles affectent nos vies.
En 2017 Fry présente un épisode de l'émission Horizon, appelé : 10 Things You Need to Know About the Future .

## Publications
Fry publie deux livres, dont le premier, The Mathematics of Love, qui comprend la règle dite des 37%, une forme de problème de la secrétaire selon lequel à peu près le premier tiers des candidats potentiels à un poste de secrétaire devrait être rejeté. Dans le deuxième livre, The Indisputable Existence of Santa Claus elle aborde de nombreux sujets liés à Noël et sur la façon dont les mathématiques peuvent être impliquées, notamment à propos d'un Secret Santa équitable, de la décoration des arbres de Noël, de la victoire au Monopoly et la comparaison du vocabulaire du message de Noël de la Reine à Snoop Dogg .

## Prix et distinctions
En 2013, Fry remporte le prix Provost's Public Engager of the Year de l'University College of London. Ce prix récompense des travaux que les étudiants et employés de l'UCL mènent pour l'ouverture de l'université. Fry fut nommée pour son large éventail d'activités et engagements publics.
Elle est lauréate en 2018 de la médaille Christopher-Zeeman, décernée par l'Institut de Mathématiques et ses Applications et la London Mathematical Society.
En 2023 elle est lauréate du prix George-Pólya d'exposition mathématique.

## Participation à la télévision
- Taskmaster New Year Treat 2025